# Loireauxence
Loireauxence – gmina we Francji, w regionie Kraj Loary, w departamencie Loara Atlantycka. W 2013 roku liczba ludności na terenie obecnej gminy wynosiła 7310 mieszkańców. 
Gmina została utworzona 1 stycznia 2016 roku z połączenia czterech wcześniejszych gmin: Belligné, La Chapelle-Saint-Sauveur, La Rouxière oraz Varades. Siedzibą gminy została miejscowość Varades.